# Sharone Wright
Sharone Addaryl Wright (Macon, Georgia, 30 januari 1973) is een Amerikaans oud-basketballer. Hij speelde van 1990 tot 1994 collegebasketball voor Clemson University en werd in 1994 als 6e gedraft door de Philadelphia 76ers. Hij speelde vier seizoenen in de NBA, bij Philadelphia 76ers en de Toronto Raptors. Zijn eerste seizoen, bij de 76ers, was zijn beste, met gemiddeld 11,4 punten en 6 rebounds per wedstrijd (in 79 wedstrijden). In dat jaar maakte hij ook een befaamde dunk over basketbalspeler David Robinson. 
In zijn vierde seizoen kwam zijn NBA-carrière abrupt ten einde door auto-ongeluk in Macon (Georgia), waarbij hij onder andere zijn armen en een sleutelbeen brak. Na zijn herstel speelde Wright in Spanje, Polen en Zuid-Korea, waarna hij twee seizoenen in Nederland speelde. Dat was bij EiffelTowers Den Bosch, waarmee hij kampioen werd en ook twee keer de beker won. Gedenkwaardig was de wedstrijd in het Europese ULEB-bekertoernooi, 31 oktober 2006, waarin na verlenging met 84-77 van Real Madrid gewonnen werd.
In 2008 stopte Wright als professioneel basketbalspeler en ging als assistent-coach bij EiffelTowers aan de slag, in seizoen 2008-2009 en seizoen 2009-2010. Hij won in die rol twee keer op rij de bekerfinale van Amsterdam. Naast de werkzaamheden als assistent-coach was Wright in 2008-2009 ook hoofd-coach van het U18-team van EiffelTowers. Tegelijkertijd deed EiffelTowers in Europa nog steeds mee in de FIBA EuroChallenge. Achter de schermen werd Wright in 2008 actief als scout voor EiffelTowers. Ook gaf hij individuele begeleiding aan spelers (ongeacht positie).
In 2010 kwam er een einde aan de samenwerking tussen Wright en EiffelTowers doordat EiffelTowers niet meer aan de salarisverplichting voldeed. Per november 2010 heeft Wright EiffelTowers verlaten.
Wright werd later coach voor HOOP-CAMPS Europa.